# Fading (Elektrotechnik)

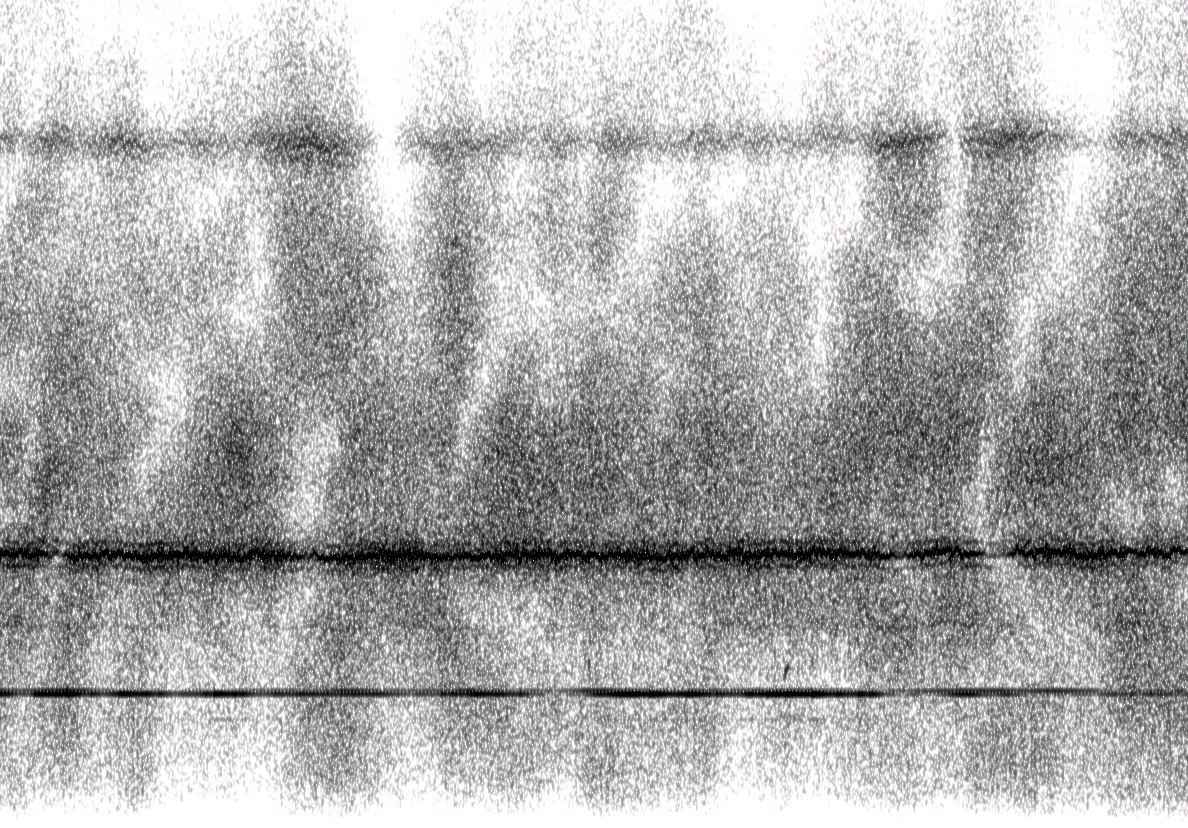
Spektrogramm mit horizontaler Zeitachse, vertikal ist die Frequenz aufgetragen und über den Grauwert die Empfangsfeldstärke: Horizontale Schwankungen des Grauwertes entspricht Fading

Als Fading (Schwund) bezeichnet man durch Interferenz, Abschattungen, Mehrwegeausbreitungen und durch Doppler-Effekt verursachte Schwankungen der Empfangsfeldstärke bei Funkübertragungen.

## Ursachen
Die Interferenz wird dadurch verursacht, dass das Funksignal aufgrund von Brechung oder Reflexion an der Ionosphäre oder terrestrischen Objekten (Gebäuden, Bergen usw.) die Empfangsantenne auf mehreren Wegen phasenverschoben erreicht. Dabei kann Selektiver Trägerschwund auftreten, der die Modulation stark verzerrt.
Fading, welches durch die Überlagerung verschiedener Ausbreitungsphänomene an terrestrischen Objekten auftritt, wird als Slow-, Long-Term- oder Lognormal-Fading bezeichnet. Jenes, das aufgrund der verwendeten Frequenz auftritt, wird als Fast-, Short-Term- oder Rayleigh-Fading bezeichnet, dies geschieht aufgrund des Mehrwegempfangs und des Dopplereffekts. Empfangseinbrüche bei Fast Fading treten periodisch in den Abständen von ungefähr λ/2 auf. Somit sind Signaleinbrüche des Fast Fadings immer von der verwendeten Frequenz abhängig.

## Kompensation
Sogenannte Fading Mitigation Techniques (FMT) kompensieren das Fading, um die Kommunikationsstrecke auch bei Störungen aufrechtzuerhalten.
Zur Kompensation des Fadings beim Empfang amplitudenmodulierter Radiosender (Lang-, Mittel- und Kurzwelle) sind die Empfänger mit einem sogenannten Schwundausgleich ausgestattet. In der Praxis wird eine gemittelte Signalspannung am Demodulator erzeugt und als Regelgröße herangezogen. Mit steigender Signalspannung steigt die sogenannte Regelspannung durch die der ZF-Zweig in seiner Verstärkung gedrosselt wird. Eine abnehmende Signalqualität macht sich in erhöhtem Rauschen bemerkbar, während die Lautstärke nachgeregelt wird.
Zur Sicherstellung der Datenübertragung einer Richtfunkstrecke genügt es nicht, die Empfindlichkeit des Empfängers zu steigern. Stattdessen kommen zum Einsatz:
- Anpassung der Sendeleistung
- Anpassung der Kodierung und Modulation, siehe Adaptive Coding and Modulation
- Wechsel auf eine andere Frequenz, siehe auch Frequency hopping.

Mit der Frequenz nehmen die Störungen durch die Atmosphäre zu. Während Satelliten im L-, S- und C-Band nahezu ungehindert senden, hängen die Übertragungseigenschaften der K-Bänder stark vom Wetter ab. Durch geeignetes FMT können Frequenzen auch oberhalb 20 GHz für die Datenkommunikation mit Satelliten genutzt werden, ohne allzu große Einschränkungen durch Regen zu erfahren.